# Anna Honzáková
Anna Honzáková, född 1875, död 1940, var en tjeckisk läkare. Hon blev 1902 den första kvinnliga läkaren i Tjeckien.